# (5837) Hedin
(5837) Hedin ist ein Asteroid des Hauptgürtels, der am 24. September 1960 von dem niederländischen Astronomenehepaar Cornelis Johannes van Houten und Ingrid van Houten-Groeneveld entdeckt wurde. Die Entdeckung geschah im Rahmen des Palomar-Leiden-Surveys, bei dem von Tom Gehrels mit dem 120-cm-Oschin-Schmidt-Teleskop des Palomar-Observatoriums (IAU-Code 675) aufgenommene Feldplatten an der Universität Leiden durchmustert wurden.
Der Asteroid gehört zur Themis-Familie, einer Gruppe von Asteroiden, die nach (24) Themis benannt wurde.
(5837) Hedin wurde nach dem schwedischen Geographen, Topographen, Entdeckungsreisenden, Fotografen und Reiseschriftsteller Sven Hedin (1865–1952) benannt, der mit seinen Aufzeichnungen von vier Expeditionen nach Zentralasien die Grundlagen für eine genaue Karte des Gebiets schuf und eine Vielzahl von bedeutenden Entdeckungen machte.